# Dodge Magnum
Dodge Magnum — автомобиль производства компании Dodge, принадлежащей концерну Chrysler Corporation.

## Первое поколение (1978—1979)
Первое поколение автомобилей Dodge Magnum продавалось в США и Канаде с 1978 по 1979 год. Индекс Magnum был присвоен автомобилю Dodge Charger. Дополнительно присутствовали шильдики XE и GT.

### Продажи
| Год   | Всего |
| ----- | ----- |
| 1978  | 47827 |
| 1979  | 25367 |
| Всего | 73194 |

### Галерея

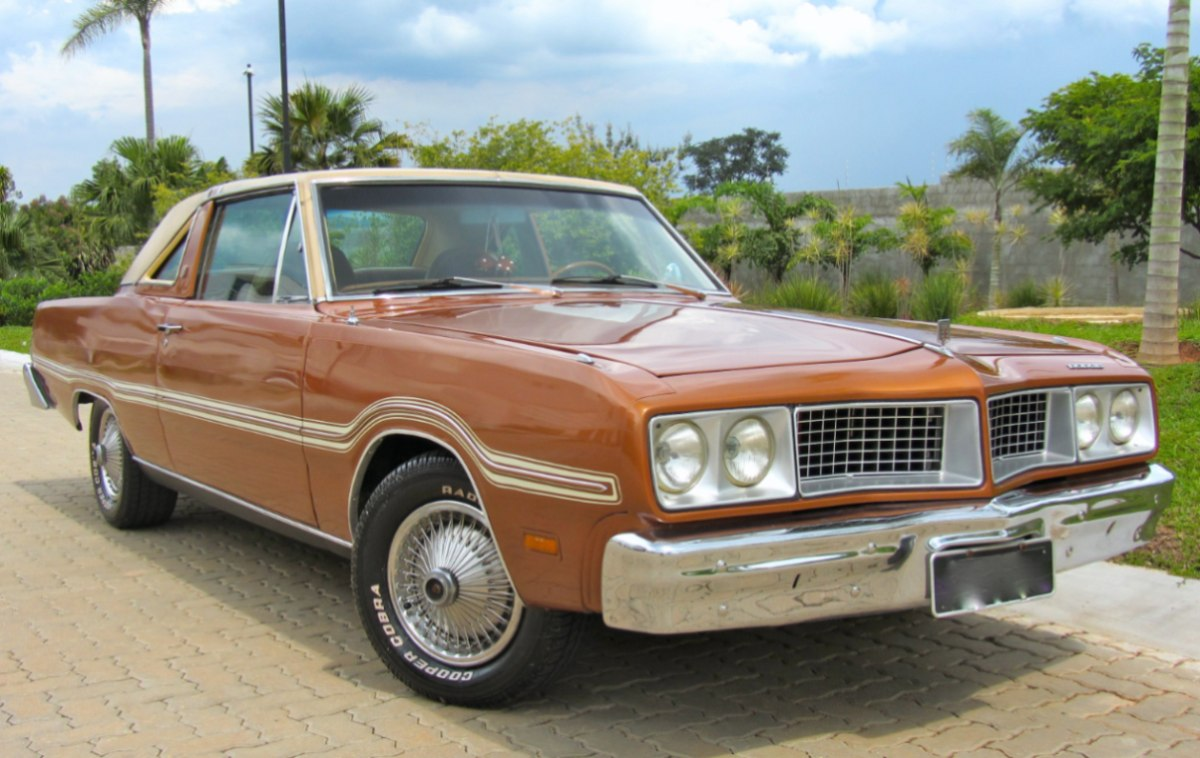
Dodge Magnum
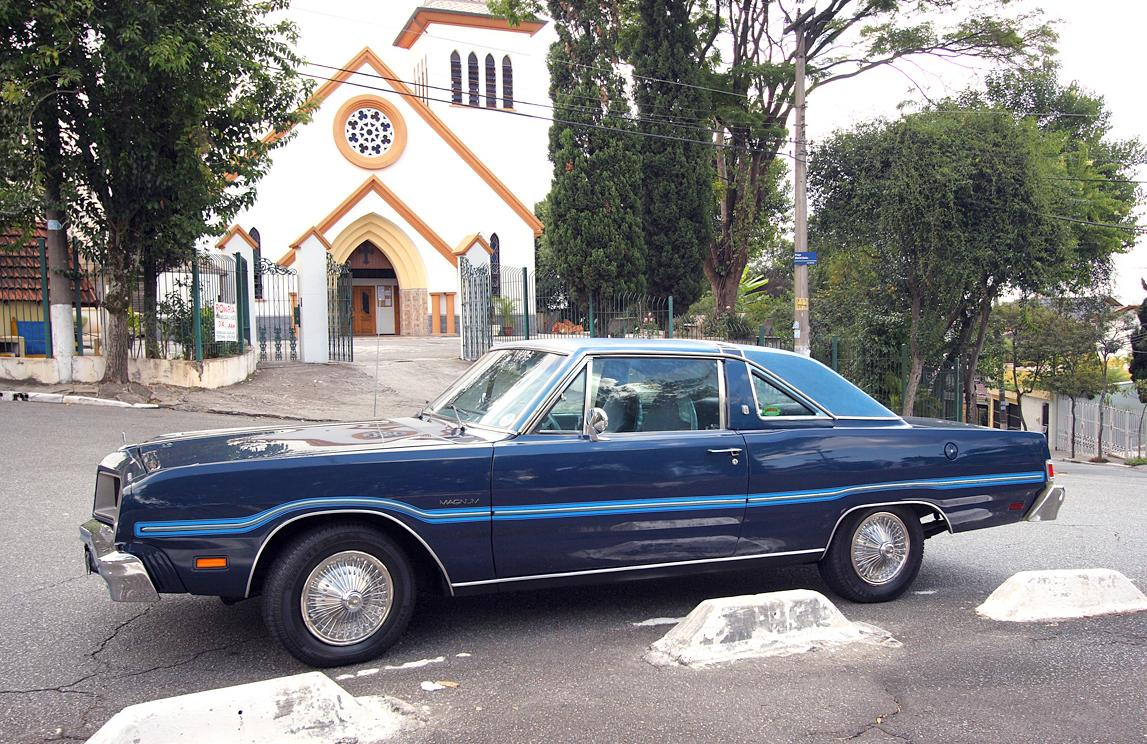
Dodge Magnum

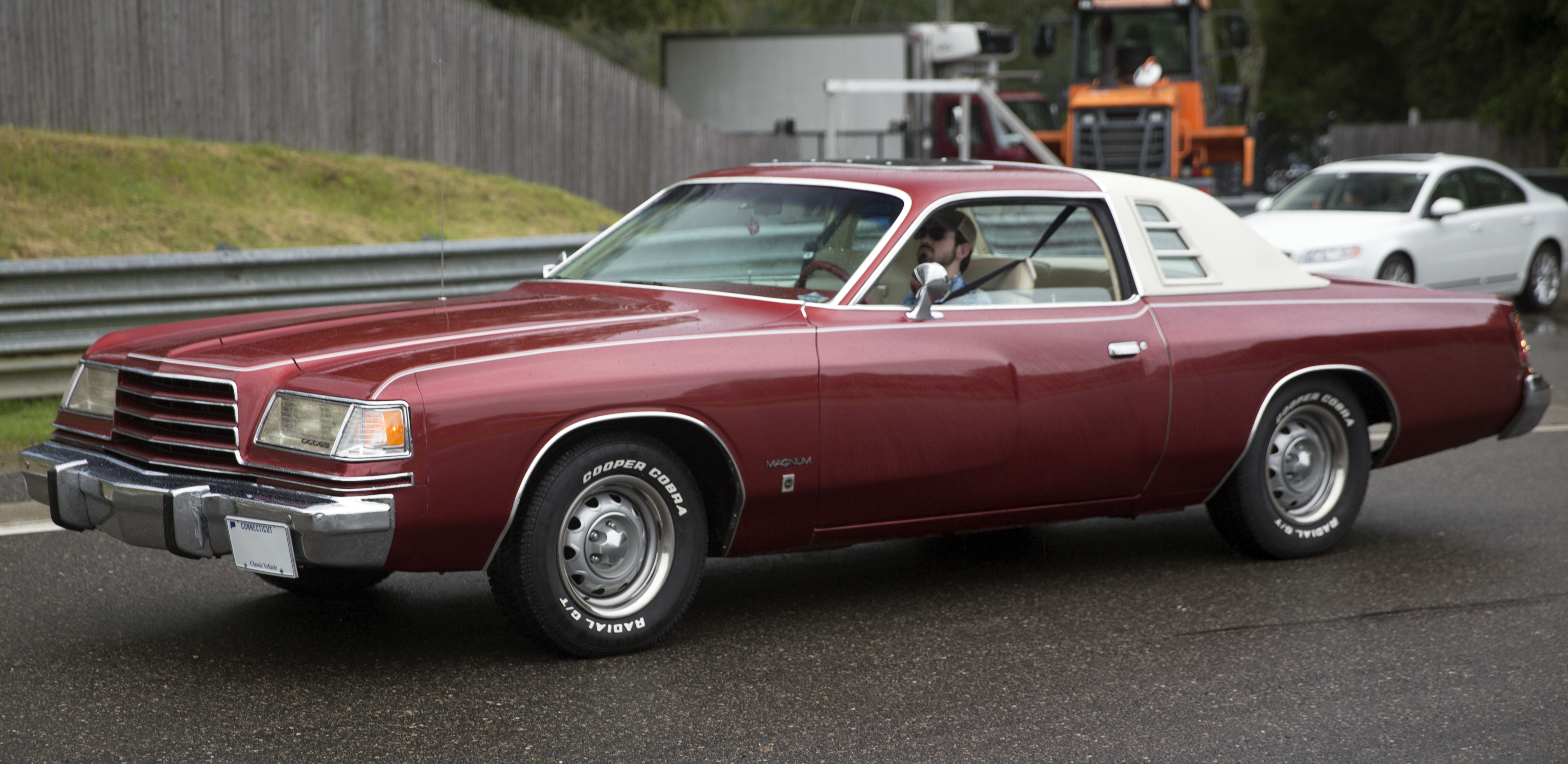
Dodge Magnum XE
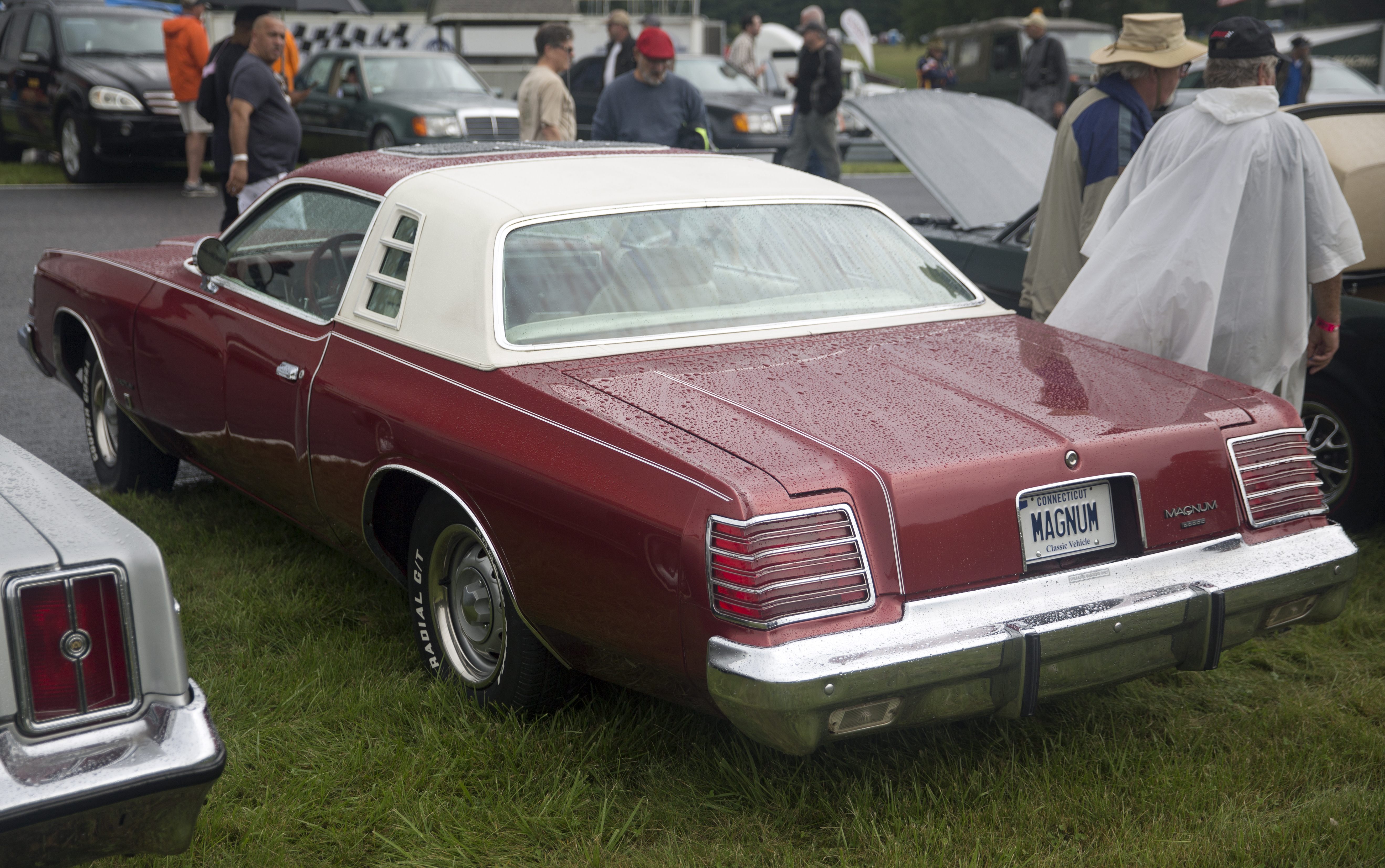
Dodge Magnum XE

## Второе поколение (1979—1981)
Второе поколение автомобилей Dodge Magnum продавалось в Бразилии с 1979 по 1981 год. Индекс Magnum был присвоен автомобилю Dodge Dart.

### Галерея
- Dodge Magnum
- Dodge Magnum

## Третье поколение (1981—1988)
Третье поколение автомобилей Dodge Magnum продавалось в Мексике. До 1982 года индекс Magnum присваивался автомобилю Dodge Dart. С 1982 по 1985 год под индексом Magnum продавался автомобиль Dodge 400, а с 1986 по 1988 год под этим индексом продавался Dodge Aries.

### Галерея

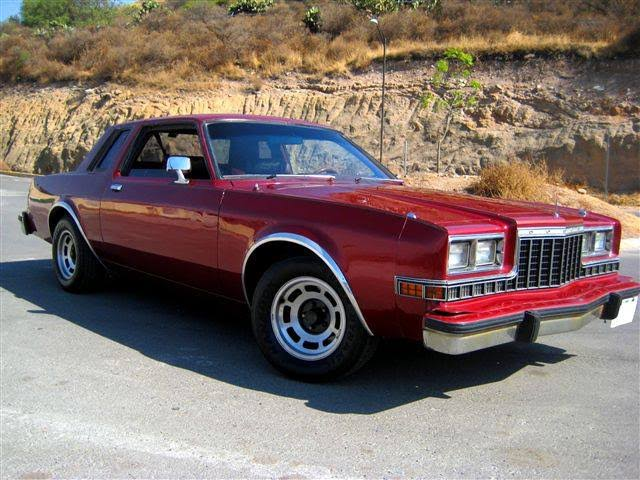
Dodge Magnum
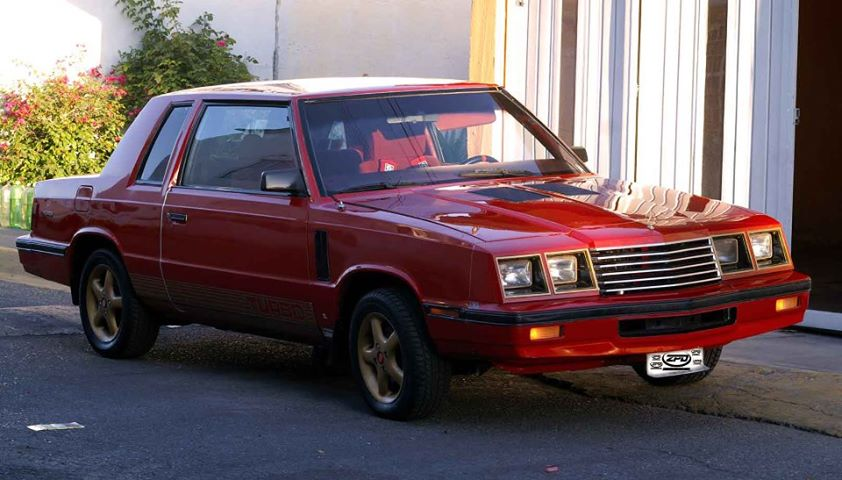
Chrysler Magnum

## Четвёртое поколение (2004—2009)
В 2004 году продажи автомобилей Dodge Magnum были возобновлены. Автомобили производились на платформе Chrysler LX. Конкурентами являлись Mercedes-Benz W211 и Mercedes-Benz W220. Также существовал спортивный автомобиль SRT-8. Производство завершилось в 2009 году.

### Продажи
| Год  | Продано |
| ---- | ------- |
| 2004 | 39217   |
| 2005 | 52487   |
| 2006 | 40095   |
| 2007 | 30256   |
| 2008 | 6912    |
| 2009 | 113     |

### Галерея

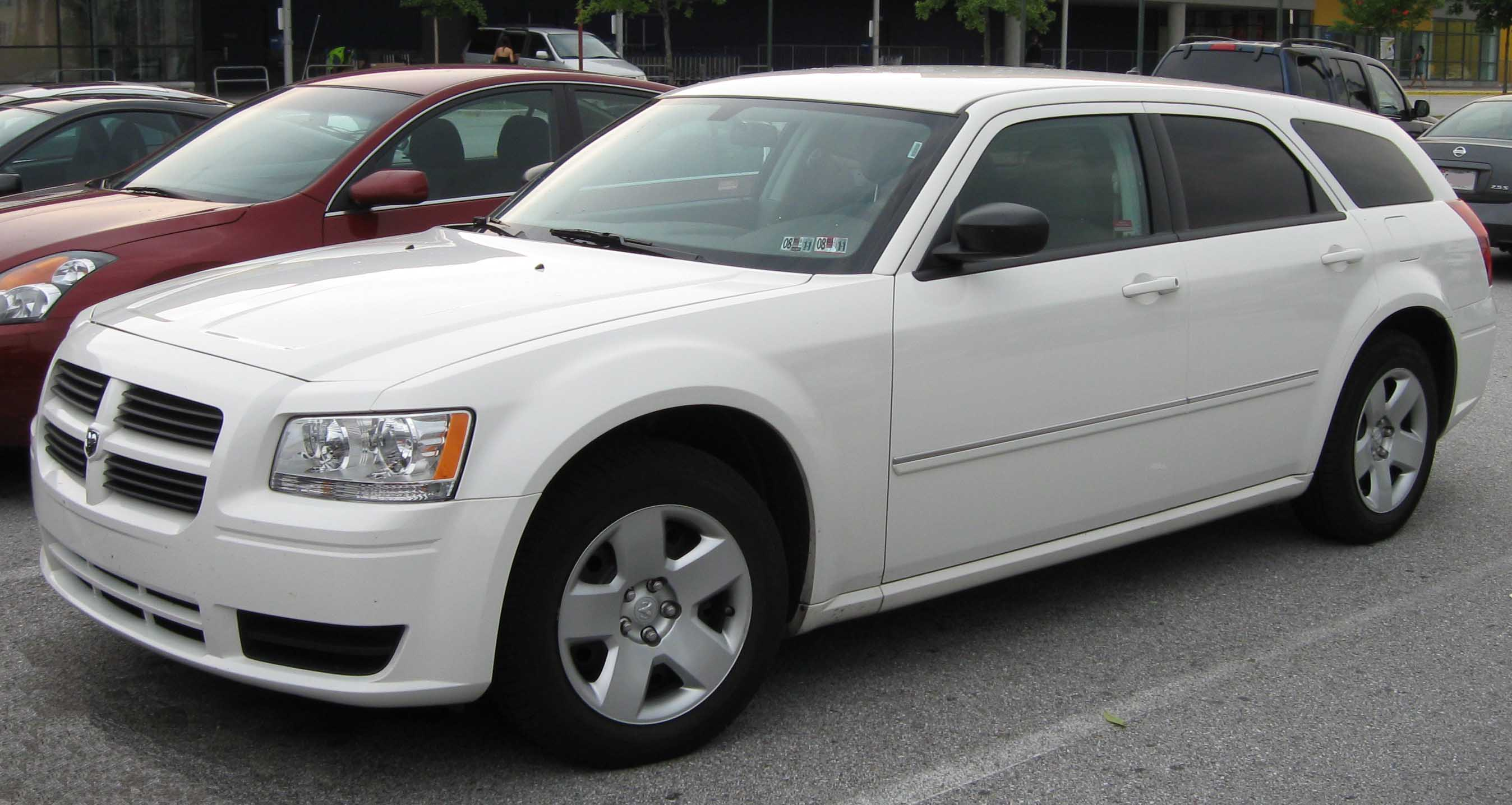
Dodge Magnum SE
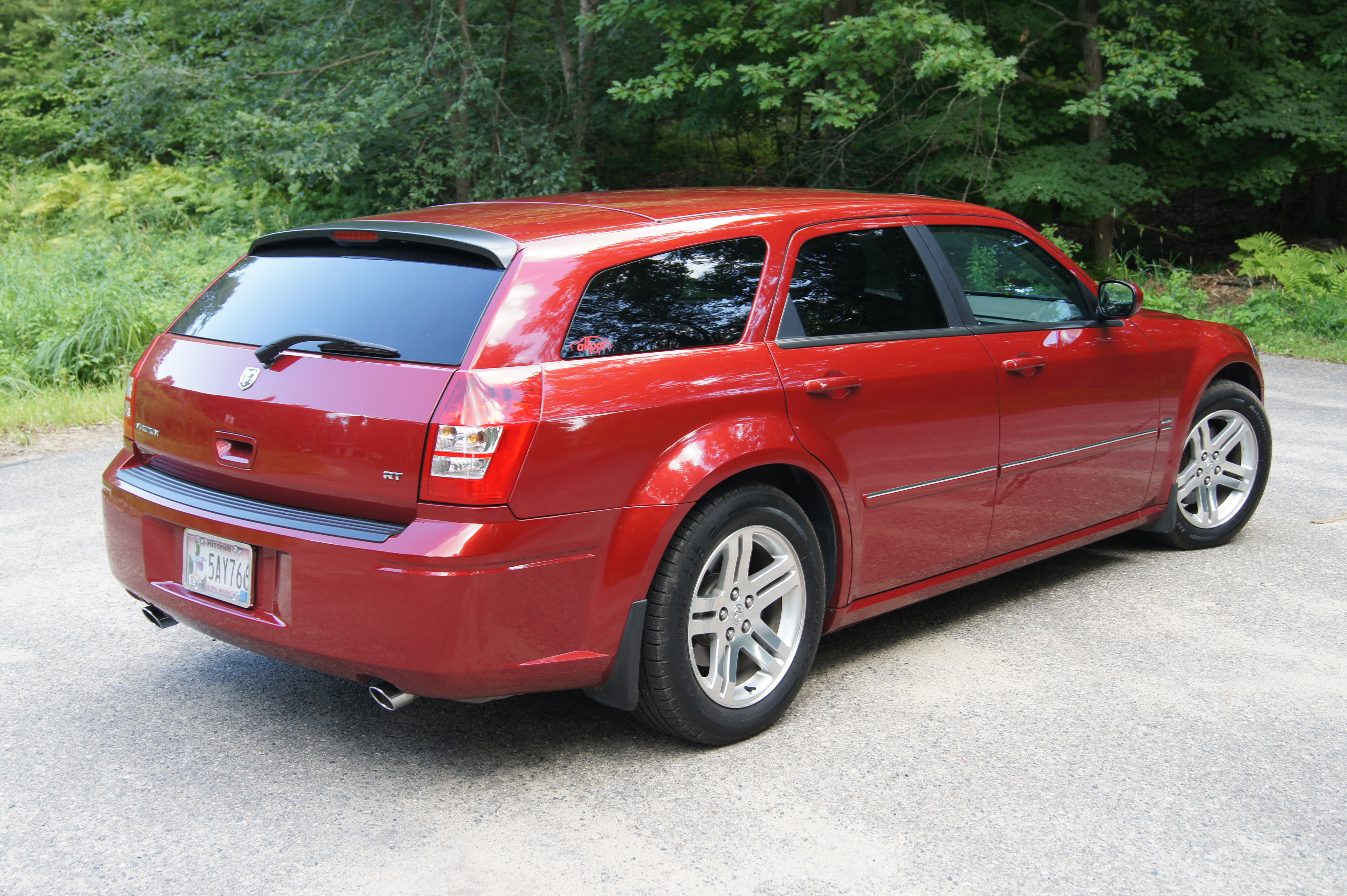
Dodge Magnum RT
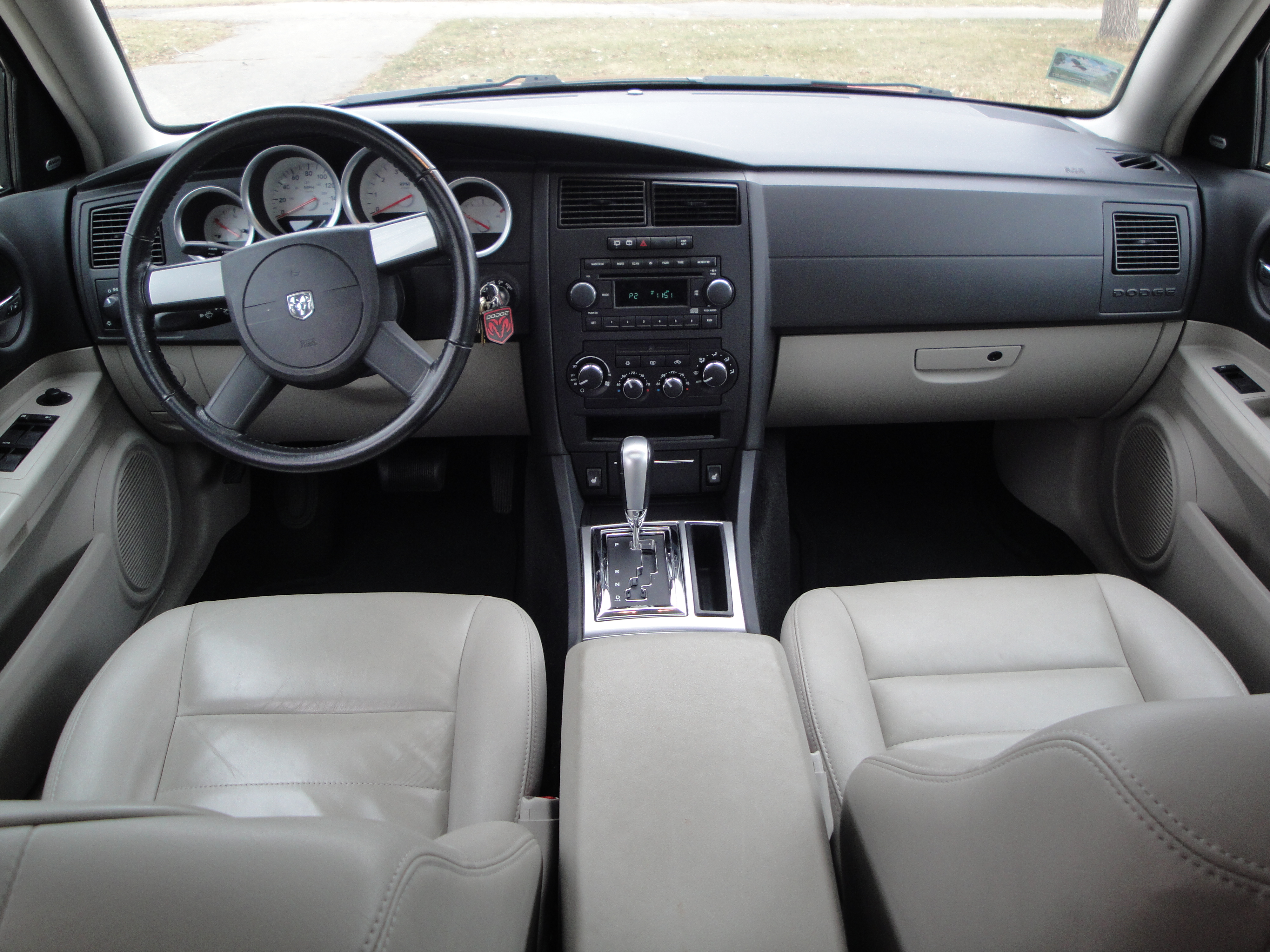
Место водителя
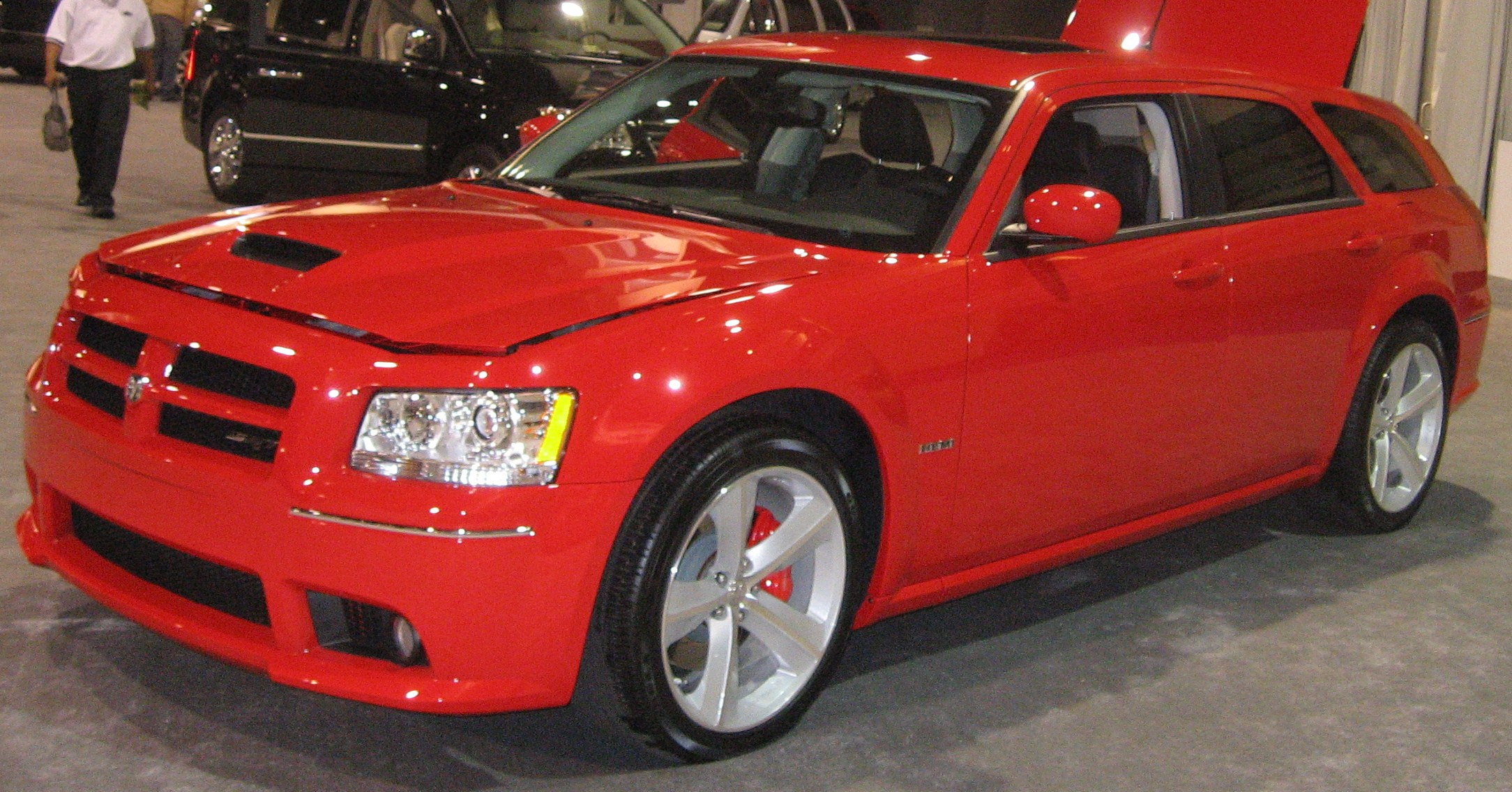
Dodge Magnum SRT-8